# Cavour (Torí)
Cavour és un comune (municipi) de la ciutat metropolitana de Torí, a la regió italiana del Piemont, situat a uns 40 quilòmetres al sud-oest de Torí. A 1 de gener de 2019 la seva població era de 5.492 habitants.
Cavour limita amb els següents municipis: Macello, Vigone, Bricherasio, Garzigliana, Villafranca Piemonte, Campiglione-Fenile, Bibiana, Bagnolo Piemonte i Barge.